# Marie Claire Alain
Marie Claire Alain (Saint-Germain-en-Laye, Illa de França, 10 d'agost de 1926 - 26 de febrer de 2013) fou una organista francesa.
Marie-Claire Alain va ser una de les més il·lustres organistes de la seva generació. Tenia una reputació internacional. La crítica és unànime a elogiar la claror lluminosa de la seva tècnica, la puresa del seu estil, la intensa i viva musicalitat de la seva interpretació i el seu domini en l'art del registre.

## Biografia i formació
Era filla del compositor i organista Albert Alain i germana dels també compositors i organistes Jehan Alain i Olivier Alain.
Alumna de Marcel Dupré, de Maurice Duruflé, de Simone Plé-Caussade i de Marcel Beaufils al Conservatori nacional superior de París, va obtenir quatre primers premis (orgue, improvisació, harmonia, fuga) i un gran nombre de premis en concursos internacionals.

## Carrera professional
Va fer més de 2.500 concerts i prop de tres-centes gravacions discogràfiques, entre les quals cal destacar les integrals de les composicions per a orgue de J.S. Bach i de César Franck, a més d'obres de Buxtehude, Couperin, Mendelssohn, Vierne i altres autors, esdevingudes una referència en la crítica especialitzada. També va contribuir a fer descobrir i conèixer l'obra per a orgue del seu germà Jehan, mort durant la Segona Guerra Mundial; ella va preparar una edició de la seva música a partir d'esbossos i fonts manuscrites, i va enregistrar alguns CDs.
Pedagoga molt valorada, justament famosa per a les seves conferències amb il·lustracions musicals que la van dirigir a les més prestigioses universitats americanes, japoneses i a tots els grans conservatoris europeus, va fonamentar el seu ensenyament en els profunds estudis musicològics que no va deixar d'efectuar en els àmbits de la literatura organistica i de l'execució de la música antiga, romàntica i simfònica. Marie Claire Alain va impartir classes a l'Escola d'Estiu d'orgue de Haarlem (Països Baixos) i al Conservatori de París. Entre els seus deixebles s'hi compten James M. Higdon Jr, George C. Baker, Diane Bish, Guy Bovet, James David Christie, Monique Gendron, Gerre Hancock, Edward Higginbottom, Marcus Huxley, Wolfgang Karius, Jon Laukvik, Michael Matthes, Margaret Phillips, Daniel Roth, Wolfgang Rübsam, Helga Schauerte, Dong-ill Shin, Marina Tchebourkina, Thomas Trotter, Kenneth Weir i Fritz Werner.

## Reconeixements
El compositor Charles Chaynes, el 1966 va compondre un concert per a orgue, orquestra de corda, timbals i percussió expressament per a ella. Membre de la Reial Acadèmia Sueca de la Música, obtingué molts premis al llarg e la seva carrera, entre els quals el premi especial del jurat de l'Acadèmia Charles Cros (1974), els premis Buxtehude de Lübeck (1976), el de la Leonie Sonning Foundation (1980), el Franz Liszt de Budapest (1987) i el títol de gran oficial de la Legió d'Honor francesa (2010), a més dels doctorats honoris causa de la Universitat de Colorado i de la Southern Methodist University de Dallas.